# Jolsibaquil
Jolsibaquil är en ort i Mexiko.   Den ligger i kommunen Tila och delstaten Chiapas, i den sydöstra delen av landet, 700 km öster om huvudstaden Mexico City. Jolsibaquil ligger 1 049 meter över havet och antalet invånare är 1 103.
Terrängen runt Jolsibaquil är kuperad åt nordost, men åt sydväst är den bergig. Runt Jolsibaquil är det ganska tätbefolkat, med 111 invånare per kvadratkilometer. Närmaste större samhälle är Tila, 7,3 km nordost om Jolsibaquil. I omgivningarna runt Jolsibaquil växer i huvudsak städsegrön lövskog.